# Facidina semifimbria
Facidina semifimbria är en fjärilsart som beskrevs av Walker 1857. Facidina semifimbria ingår i släktet Facidina och familjen nattflyn. Inga underarter finns listade i Catalogue of Life.